# 披针叶楠
披针叶楠（学名：Phoebe lanceolata）为樟科楠属下的一个种。

## 扩展阅读
- 維基物種上的相關：披针叶楠